# Гарниково
Гарниково (мкд. Гарниково) је насеље у Северној Македонији, у јужном делу државе. Гарниково је насеље у оквиру општине Кавадарци.

## Географија
Гарниково је смештено у јужном делу Северне Македоније. Од најближег већег града, Кавадараца, насеље је удаљено 15 km јужно.
Насеље Гарниково се налази у историјској области Витачево, која је у овом делу прелази из брдског дела у планински кам југу. Јужно од насеља уздиже се планина Кожуф. Насеље је положено на приближно 670 m надморске висине. 
Месна клима је континентална.

## Становништво
Гарниково је према последњем попису из 2002. године имало 3 становника.
Већинско становништво у насељу су етнички Македонци (100%).
Претежна вероисповест месног становништва је православље.